# Касълбар
 За едноименното езеро в Канада вижте Касълбар (езеро).  
Касълбар (на английски: Castlebar; на ирландски: Caisleán an Bharraigh, в буквален английски превод Замъкът на фамилията Бари) е град в северозападната част на Ирландия, графство Мейо на провинция Конахт. Главен административен център е на графство Мейо. Първите сведения за града датират от 11 век. Той е най-големият град в графство Мейо. Има жп гара по линията Уестпорт-Клеърморис и летище. Населението му е 10 655 жители от преброяването през 2006 г. 

## Известни личности
Родени в Касълбар
- Енда Кени (р. 1951), политик
- Сали Руни (р. 1991), писателка